# Juslibol
Juslibol es un barrio rural de la ciudad Zaragoza (España). Está a una altitud de 214 m s. n. m.
La Junta vecinal de este barrio está formada por Juslibol y la urbanización El Zorongo (a 15 km del centro de Zaragoza).
Juslibol y El Zorongo están separados por los terrenos de las instalaciones de la Academia General Militar de Zaragoza.
Alberga el mayor campo de maniobras de toda la península y tercero más grande de Europa, perteneciente al Ejército de Tierra de España (la Academia General Militar).

## Medio físico

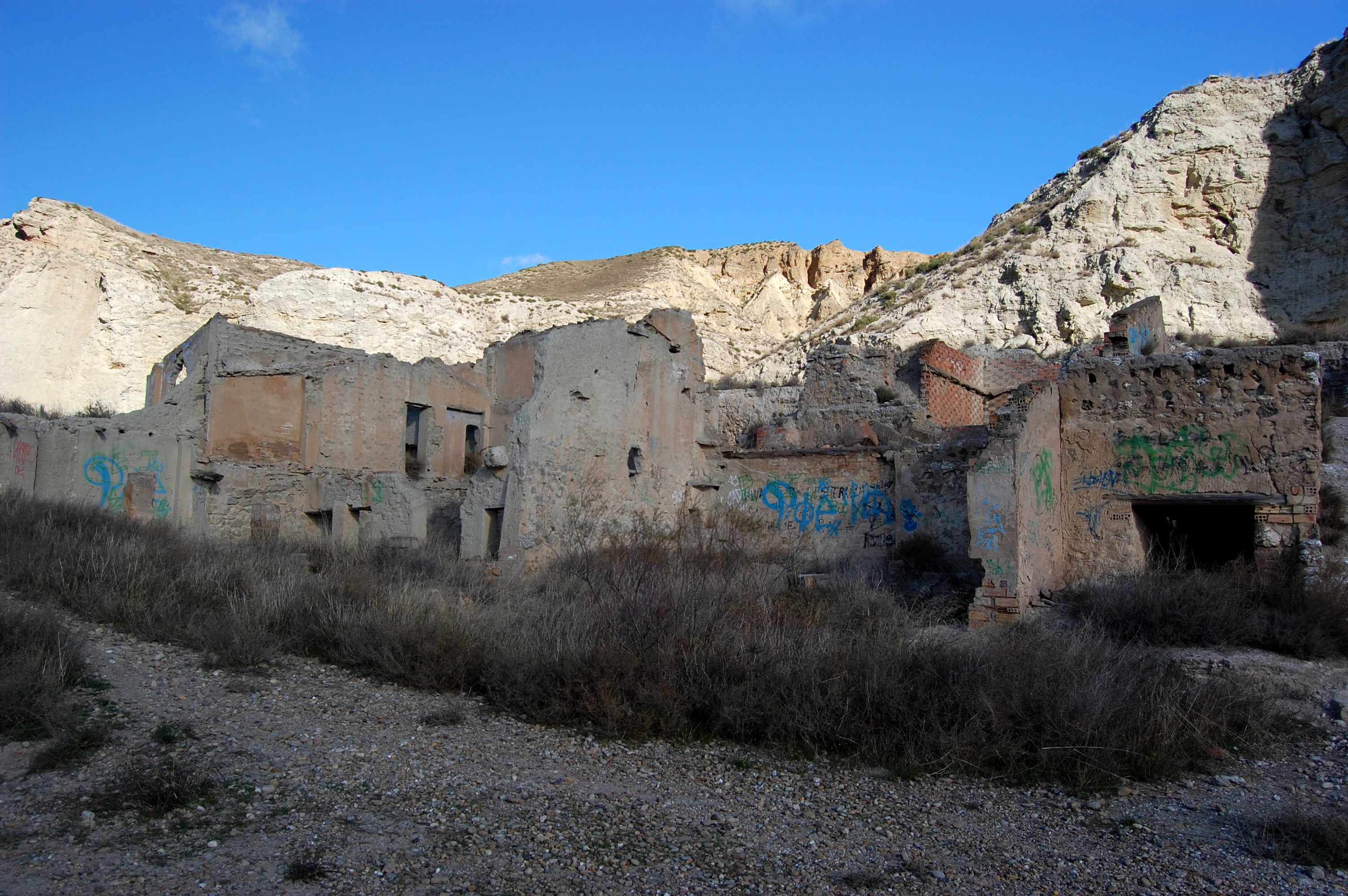
Antiguos hornos de yeso.

Juslibol se encuentra en una ubicación peculiar, ya que su casco urbano se levanta sobre las laderas del escarpe de yesos que delimitan la zona norte de huertas del Ebro. Esta ubicación impide cualquier desarrollo urbanístico del barrio ya que la zona de huertas es inundable, mientras que en la semidesértica cima del inestable escarpe de yesos se encuentra el campo de maniobras de San Gregorio, el más extenso de Europa con 33 389 ha.
Algunos de sus habitantes viven en una de los más de 200 casas cuevas totalmente reformadas para las comodidades de hoy en día.
Juslibol posee una espléndida huerta, que a pesar de la cercanía del Ebro se riega con aguas del río Gállego.
En la parte superior del casco urbano se localizan las antenas de Juslibol, uno de los principales repetidores que prestan servicio a la ciudad de Zaragoza. Entre dichas antenas y el casco urbano existe una enorme cantera de la que principalmente se extraen gravas para la construcción.

### Galacho de Juslibol
El espacio natural del Galacho de Juslibol es un área protegida consistente en un meandro (curva que describe un río) abandonado del Ebro y posee una gran diversidad de fauna y flora. El Galacho dispone de estrictas medidas de protección, un centro de interpretación, guías voluntarios y un «trenecito» turístico «El Carrizal» que lo comunica con el casco urbano de Zaragoza, situado 4,4 km al sureste.

### Campo de maniobras de San Gregorio
El campo de maniobras de San Gregorio está ubicado dentro del distrito Juslibol-El Zorongo. Tiene tres áreas de tiro de grueso calibre para explosivos de aviación, artillería y blindados, a estas áreas acotadas las rodea un área de posible caída de explosivos y a su vez esta área está rodeada de un área adicional de seguridad de exclusión. Está prohibido entrar en el campo de maniobras por la seguridad de las personas. Con todo, es peligroso transitar fuera de los caminos establecidos, especialmente en vehículos, ya que aunque el ejército establece brigadas de limpieza y unidades para la detonación de artefactos defectuosos, debido a errores humanos se encuentran dispersos proyectiles sin explosionar. Debido a la blandura del suelo calizo-arcilloso con humedad no es extraño que acolchen la caída del explosivo. Un proyectil está formado por un explosivo plástico en el interior de una carcasa metálica. Su vida útil es de más de 100 años y puede estallar si se manipula o se intenta extraer del suelo.
A partir del año 1910, en que el capitán general Huertas, ministro de la Guerra, adquirió para el Estado parte de los actuales terrenos del Campo de Maniobras y Tiro de San Gregorio que en los años 1974 y 1976 fueron ampliados en extensión hasta los límites actuales de casi 34 000 hectáreas y un perímetro de 108 km.
Desde entonces algunos espacios fueron muy empleados por las fuerzas de todo el Ejército, pero especialmente de la Academia General Militar y el Centro de Instrucción de Reclutas número 10. Dedicándose además una parte a acuartelamientos esporádicos y estabulación de ganado, en relación con el hospital veterinario, ganado caballar y en menor medida vacuno que junto a repoblaciones de Pinus pinaster, acondicionamiento de arbolados y jardines y el cese de las extracciones de leña y el pastoreo, transformaron algunas áreas reducidas al fertilizar y remover profundamente los suelos con la construcción de instalaciones, pistas, caminos, zanjas, las aportaciones del ganado, de las letrinas y los desechos varios, de los vertederos de basura , restos y escombros.
La presencia del campo de maniobras ha permitido la conservación de diversas especies como Quercus coccifera, Quercus faginea o el Acer monspessulanum.  Destacan también poblaciones dispersas de acebuche, chaparro,  efedra, endrino, enebro, almendro, varias especies de esparragueras,  varias especies de espino negro, palmito, pinus pinaster, dos de las tres especies de sabina, zarzaparrilla, etc. Sin embargo, las especies herbáceas y pratenses, estacionales y de pequeño porte son su mayor riqueza, ya que el campo de maniobras no ha sido tratado nunca con herbicidas y está vedado al pastoreo desde su implantación por lo cual varias de las especies presentes son ahora raras o están extinguidas en el hábitat estepario y con ellas las especies animales invertebradas que dependen de ellas (coleópteros, ortópteros no voladores, lepidópteros). Siendo comunes mariposas como Zerynthia rumina, limonera, punta anaranjada marroquí por citar algunas, las escasísimas luciérnagas, arácnidos como el escorpión, la viuda negra mediterránea, la tarántula o al menos una especie muy rara en Europa de solifugae denominada araña camello, con algunos ejemplares de gran tamaño. En los arroyos salobres con agua estacional se encuentran varias especies endémicas. La diversidad de especies en aves insectívoras es la mayor del interior del valle del Ebro con algunas poblaciones de torcecuellos, currucas rabilargas, buitrones, etc. ligadas a los bosques de ribera, carrizales de las áreas salinas, el chaparral y la estepa. Varias de las especies arbóreas han sido dispersadas por la acción humana y el cambio de la estructura de los suelos en puntos determinados y el empleo del hormigón y las calzadas, ayudan a retener el agua para especies leñosas como higueras, olmos, ailantos, olivos, moreras, soforas, acacias, robinias, cipreses, agaves, chumberas, yucas, adelfas, rosales, escaramujos, adelfas, ciclamenes y otras especies de jardín. Entre los vertebrados destacan jabalí, zorro, tejón, garduña, hurón, erizo, rata de campo, campañoles, conejo, liebre y gato doméstico. Aves como alcaravan, torcaz, paloma zurita, paloma bravía, tórtola turca, perdiz común, perdiz roja, lechuza, lechuza campestre, mochuelo, autillo, búho chico, búho real, milano negro, cernícalo común, cernícalo primilla, águila calzada, gavilán, águila imperial, halcón peregrino, azor, alimoche, quebrantahuesos, chova piquiroja, chova piquigualda, arrendajo, cuervo, corneja, graja, grajilla, grajilla, abubilla, abejaruco, zorzales, colirrojo, roquero solitario, collalbas, oropéndolas, cuscute, garrulo, carraca, andarríos, chorlitejo, chorlito, agachadiza, zarapito, correlimos, avoceta, faisán, grulla, avutarda, cigüeña, sisón, ortega, ganga, Alcaudón común, Alcaudón chico, avefria, estornino pinto, estornino negro y otras aves que descansan o se refugian durante sus migraciones o dispersiones. Hay muchas y diversas especies de reptiles y en algunas áreas son muy abundantes debido al carácter árido y estepario. Las más comunes son: salamanquesa común, salamanquesa rosada, lagarto ocelado, lagarto verde (Lacerta viridis), lagartija común (Podarcis muralis), lagartija de turbera (Zootoca vivipara), lagartija rabilarga (Psammodromus algirus), serpiente de alfalce o de escalera (Rhinechis scalaris), culebra acuática o viperina (Natrix maura), culebra lisa (Coronella girondica), bastarda (Malpolon monspessulanus), cogullada (Macroprotodon brevis), víbora (Vipera latastei). Los anfibios más comunes son el sapo corredor (Bufo calamita) y el sapo común, pero donde las condiciones son propicias se hallan sapo partero (pozos y balsas) y rana verde, junto al Ebro y en algunas charcas permanentes.
El campo de maniobras geomorfológicamente es una muela, una plataforma calcárea individualizada por la erosión fluvial, y con dos escalonamientos: el más elevado, la Plana de Muses, en el límite norte del término municipal, y uno inferior, compuesto por los Montes de Castejón al norte, los Montes de Zuera al este y los Montes del Castellar al sur. El revestimiento vegetal, por similitud con zonas cercanas, es pobre y claro, lo cual facilita la erosión. Se trata de una zona de antiguo aprovechamiento ganadero (ganado ovino y caprino) y agricultura de secano (centeno, almendro, trigo, cebada, esparto...) hasta las expropiaciones de 1973 y 1975, que se ampliaron considerablemente hasta su extensión actual. Es un ecosistema representativo de la estepa, un auténtico enclave africano a más de 40° latitud norte, aunque muy degradado en algunos lugares por su uso militar para bombardeo o su antiguo uso agroganadero, que se recupera lentamente por sus condiciones extremas de sequía estival y temperaturas extremas. Es similar a zonas cercanas, como la comarca de Monegros, si bien la cercanía del acuífero y las nieblas procedentes del río Ebro propician una mayor humedad en algunos enclaves. La orilla del Ebro presenta vegetación húmeda ribereña, bosques de galería de pequeña extensión, asimismo cuenta con la presencia de varios enclaves de vegetación halófila en algunos barrancos con arroyos salinos y charcas estacionales, Chaparral algo degradado en las laderas orientadas al norte y un bosque de pinar en su parte norte semejante al de Zuera, únicos restos del bosque autóctono de pino carrasco característico de las zonas altas de las muelas.
Los montes de «El Castellar» son una zona esteparia de gran valor natural y paisajístico, protegida en parte por las figuras de LIC y ZEPA, casi la totalidad del Castellar, con unas 34 000 hectáreas forma parte del campo de maniobras militares de San Gregorio, siendo este el mayor campo militar de España y el segundo en extensión terrestre más grande de Europa.

## Historia

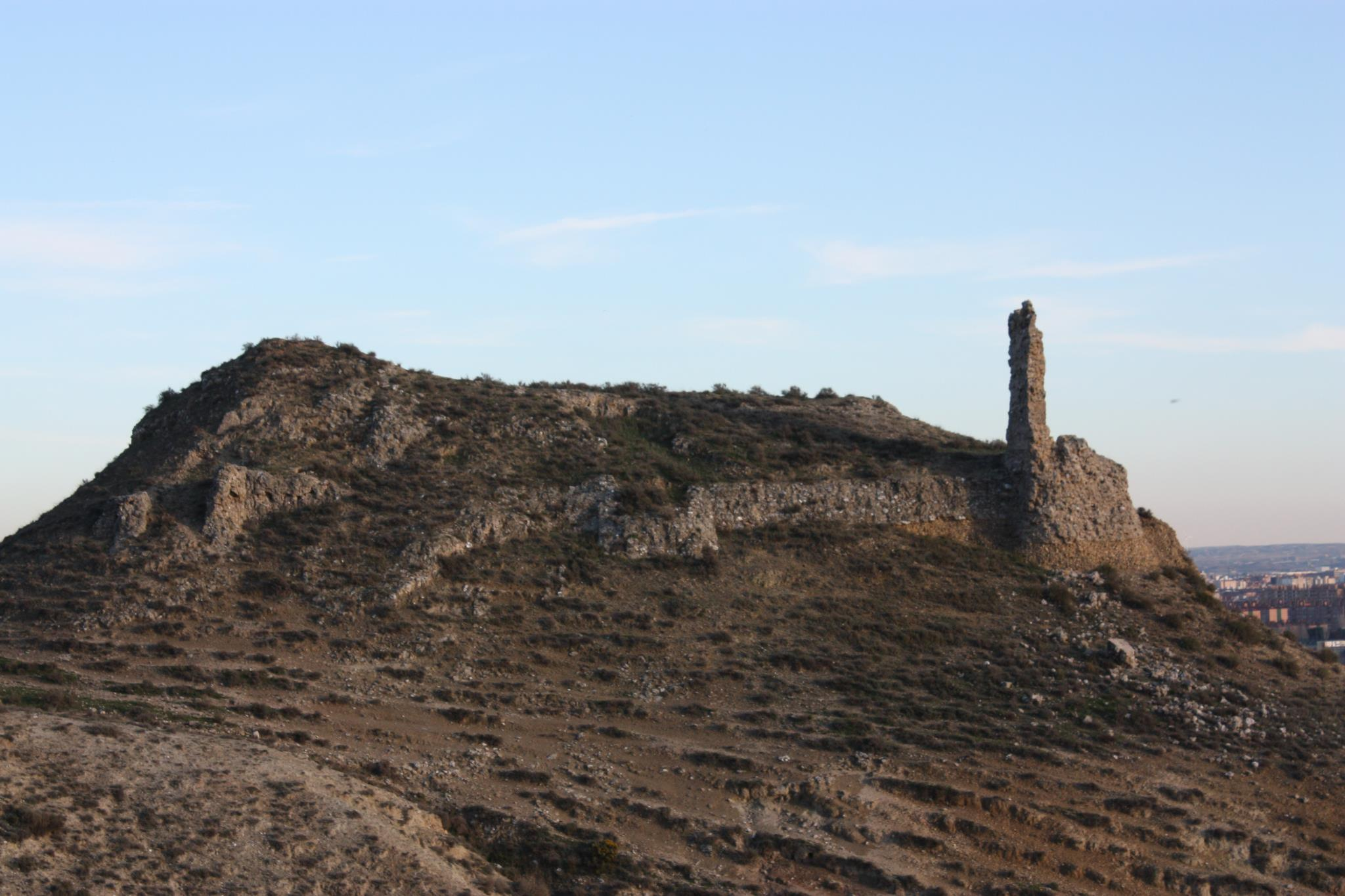
Restos del castillo de Juslibol

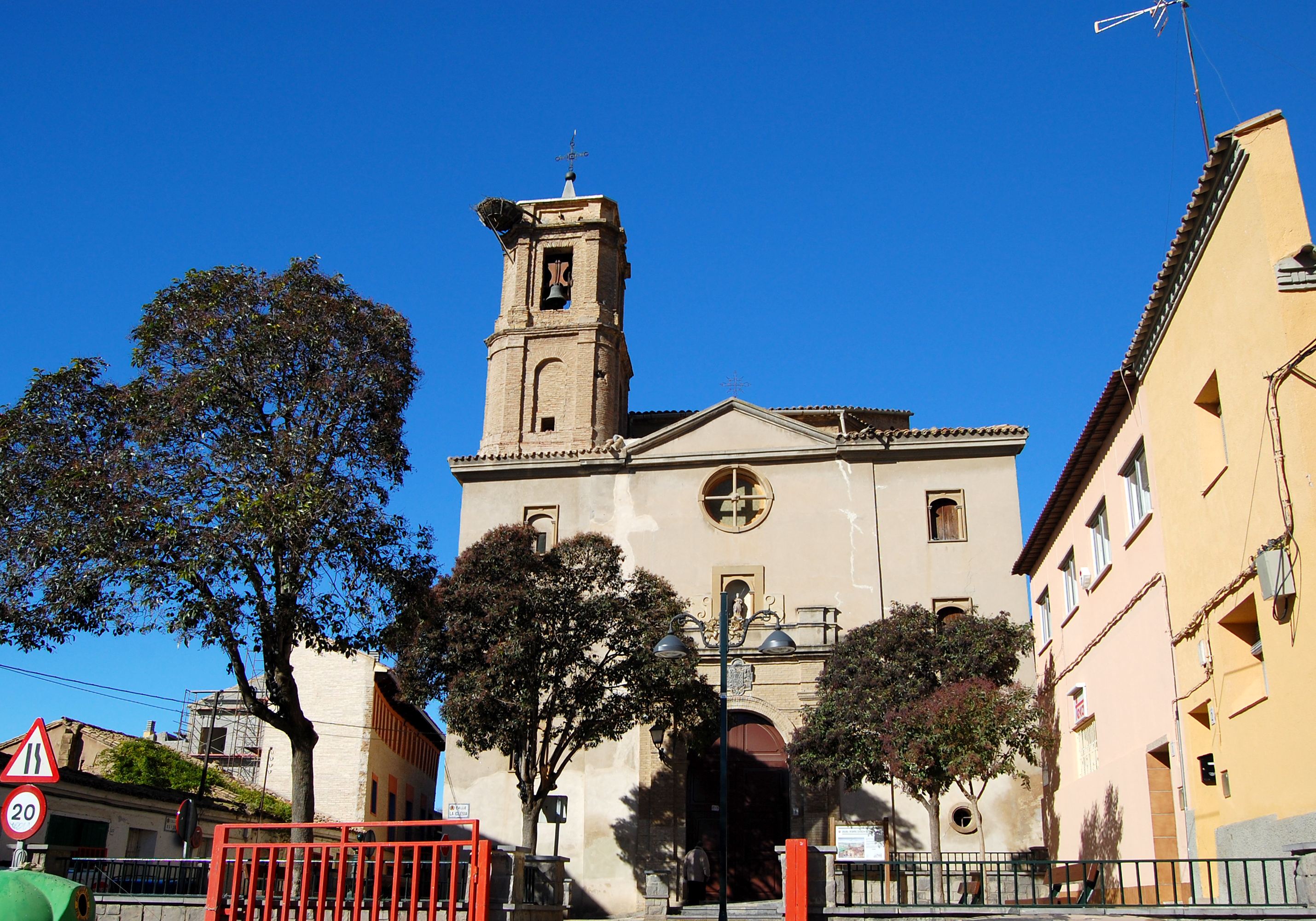
Iglesia de Nuestra Señora de la Asunción de Juslibol

Este núcleo cuenta con restos arqueológicos de los primeros asentamientos en el valle del Ebro, situados en un cabezo al oeste de Juslibol donde también se halla el Castillo de Miranda. Su posición elevada le permitía controlar toda la vega del Ebro, en su momento cubierta por densos bosques, y lo protegía de las riadas.
En la Edad Media, Juslibol fue el lugar elegido por Pedro I de Aragón en 1101 para construir una fortaleza con el fin de asediar Saraqusta (Zaragoza), conquistada por Alfonso I el Batallador en el año 1118. Las ruinas del Castillo de Juslibol son conocidas popularmente como el «Picote de San Martín». De esta época datan también los restos del castillo de Miranda, y el propio nombre de Juslibol, que se deriva del grito de guerra de la Primera Cruzada Deus lo vol ('Dios lo quiere' o 'es la voluntad de Dios').

## Geografía humana

### Demografía
| Gráfica de evolución demográfica de Juslibol entre 1842 y 1877 |
| |
| Población de derecho según los censos de población del INE Población de hecho según los censos de población del INEEntre el censo de 1887 y el anterior, este municipio desaparece porque se integra en el municipio 50297 (Zaragoza) |

### Transporte
La línea de autobús que comunica Juslibol con el resto de la ciudad de Zaragoza es la línea 43 de la empresa adjudicataria TUZSA.

### Economía

#### Polígonos industriales
Ciudad del Transporte.
Parque empresarial Puerta Norte.

## Patrimonio

### Castillo de Miranda
El castillo de Miranda se alza sobre un peñasco, en los acantilados de la margen izquierda del Ebro que se extienden desde Alfocea hasta Juslibol. Su localización tuvo enorme valor estratégico para el control de los movimientos en la vega del Ebro inmediata a la capital musulmana de la taifa de Zaragoza.
El antiguo establecimiento musulmán que se ubicaba en este cabezo quizás fue ocupado en la expedición de Pedro I y convertido en uno de los castillos que aseguraron la conquista del valle, momento en el que seguramente recibiría el topónimo Miranda, frecuente en las repoblaciones cristianas del norte peninsular para lugares de buena visibilidad.
Hasta el año 1180 no existe documentación.
Este enclave adquirió notable importancia a partir del siglo XIII. El 16 de marzo de 1235 el rey Jaime I le concedió el Fuero de Zaragoza y en junio de 1258, el mismo monarca lo recibió para la corona de manos del poderoso noble Jimeno de Foces, que debió de tener el castillo de Miranda como solar y residencia personal. Probablemente pudiera ser esta familia la que lo reformara convirtiéndolo en una fortaleza de carácter señorial. Su parroquia está documentada en 1277 y pertenecía al arciprestazgo de Zaragoza por lo menos desde 1280. El castillo fue abandonado a finales del medievo.
El lugar se perdió como enclave de población y reconvirtió el castillo como ermita. Fue la sede de la imagen de la Virgen de Miranda.

### Torre Genoveva
Esta «torre» o casa de campo es un edificio de planta rectangular. Es una construcción tradicional, de muros de carga y pilares de fábrica de ladrillo, con fachadas de ladrillo agramiladas. Consta de sótano y tres plantas, baja, principal y falsa bajo cubierta a dos vertientes.
Las fachadas son de ladrillo visto, zaboyado y reforzadas con tensores y grapas.
Está documentado que en 1639 esta casa era propiedad de Victorián Esmir y Casanate, señor de Torregosa y gobernador de Chile, y de su esposa Jacinta, hija del vicecanciller Matías de Bayetola y Cabanillas. Entonces encargaron una imagen de la Virgen del Pilar para la hornacina de la fachada. En 1670 su hijo Victorián José Esmir y Casanate construyó un oratorio en la casa, autorizando la Santa Sede en 1774 el culto en el mismo a Ignacio Esmir y Cavero y su esposa.
Durante la Guerra de la Independencia el general francés Lefevre y sus oficiales se instalaron en el edificio.
Fue saqueado antes de ser abandonado. A mediados del siglo XIX el edificio fue rehabilitado por sus propietarios Manuel Esmir y Garcés de Marcilla y Altarriba y su esposa. La imagen de la hornacina destrozada la sustituyeron por otra que se hizo en 1851.
En el siglo XX el edificio fue remozado de nuevo, modificando espacios y modernizando las instalaciones. La última rehabilitación fue en 2002 y 2003.

## Festividades
Sus fiestas en honor a San Pantaleón son la última semana de julio.

## Servicios
Centro de día para mayores Ibercaja-Rey Ardid (Juslibol).
Residencia de mayores Rey Ardid–Ibercaja.
Centro de educación e internamiento por medida judicial.
Iglesia de Nuestra Asunción de Nuestra Señora. La iglesia parroquial de este barrio es obra del siglo XVIII.

## Urbanización Ciudad Residencial El Zorongo

### Datos Básicos
El Zorongo, es una urbanización situada a 15 km del centro de Zaragoza por la Autovía de Huesca. Su extensión es de más de 800 ha, formada por 428 viviendas unifamiliares de 1700 m² y 52 viviendas adosadas.
A 1 de enero de 2008 la urbanización contaba con 1027 habitantes.
El Zorongo pertenece al distrito 11 de la ciudad de Zaragoza (Barrios Rurales Norte) y su Junta Vecinal es Juslibol-El Zorongo.

### Historia
En 1970 se adquirió una finca en el término municipal de Villanueva de Gállego de 4,4 hectáreas y posteriormente en 1976 otras 315 ha en el término municipal de Zaragoza a nombre de la Asociación Civil Peña El Zorongo creándose la Realización Urbanización El Zorongo, ente sin personalidad jurídica del que depende la creación de la urbanización.
La urbanización se realizó de acuerdo a la Ley del Suelo de 1956 y el proyecto se aprobó en marzo de 1980.
En junio de 1980 se escrituraron las parcelas y se sortearon entre sus socios, miembros de la Realización.
La Entidad de Conservación Urbanización El Zorongo en una Entidad Urbanística colaboradora del Ayuntamiento de Zaragoza constituida en septiembre de 1981. Su finalidad es la de conservar las obras de urbanización del conjunto residencial «Peña El Zorongo».
Tiene carácter administrativo con capacidad jurídica propia, y depende del Ayuntamiento de Zaragoza.

### Servicios
Los servicios de los que dispone son amplias zonas verdes, zonas deportivas, pistas de frontón, tenis y pádel, varias piscinas con servicio de socorrista, club social, capilla católica, cafetería restaurante y farmacia
La urbanización cuenta con un riguroso control de acceso que la convierte en una de las más seguras. 
Está comunicada con el resto de la ciudad de Zaragoza con una línea regular diurna y nocturna.
El servicio de autobuses está gestionado por el Consorcio de Transportes del Área de Zaragoza (Línea 101 Zaragoza - Ciudad del Transporte - Urb. El Zorongo), los autobuses diurnos tienen una frecuencia de media hora desde las 6 hasta las 23 de lunes a viernes, los sábados desde las 7 de la mañana hasta las 23 y los domingos a partir de las 9 de la mañana con una frecuencia de cada hora. El servicio Nocturno o Búho Bus tiene frecuencias cada hora.
La urbanización cuenta con servicio propio de suministro de agua gestionado por la Entidad de Conservación Urbanística "El Zorongo". Dispone de pozos de agua que potabilizan por ósmosis inversa. Las aguas residuales son depuradas y filtradas al terreno del acuífero del Gallego
A todas las viviendas llegan acometidas de electricidad, gas y teléfono, aunque una de las demandas de los vecinos es la escasa cobertura 4G y el deficitario servicio de Fibra Óptica, ya que solo opera una pequeña empresa local con un deficiente servicio y baja velocidad. Ningún gran operador (Yoigo, Movistar, Orange o Vodafone) ha llevado la fibra hasta la urbanización.